# Metaètica
La metaètica és la branca de la filosofia que estudia l'ètica, els judicis morals que aquesta sustenta i els aspectes cognitius, sociohistòrics i de mètode que impliquen. També se l'anomena ètica crítica, i se la considera una branca major de l'ètica, essent les altres dues l'ètica normativa i l'ètica aplicada.

## Ontologia de la metaètica
La metaètica es preocupa en primer lloc per definir la natura dels judicis ètics i relacionar-los amb altres judicis més generals del pensament humà. Les teories ontològiques, metafísiques o semàntiques de la metaètica analitzen el llenguatge en què s'expressen els judicis ètics i els conceptes bàsics que els sustenten, com ara el sentit de "bé", "valor" i similars. Les teories metaètiques s'agrupen des d'aquest punt de vista en dos grans vessants: les teories cognitivistes i les teories no cognitivistes.
Els autors que defensen el cognitivisme afirmen que un judici moral té la mateixa natura que qualsevol altra afirmació sobre el món (per exemple tenen valor de veritat), mentre que els no cognitivistes pensen que són un tipus especial d'afirmacions que no poden regir-se per les mateixes lleis que una proposició lògica i, per tant, no poden ser objecte de coneixement racional. Dins aquest darrer grup destaquen l'emotivisme moral, el qual sosté que l'única guia per a la conducta són els sentiments, i aquells que afirmen que els judicis ètics són com ordes o guies de conducta, sense implicar un judici sobre res objectiu.
Dins dels autors cognitivistes, n'hi ha alguns que defensen l'objectivisme, és a dir, que existeix el bé o un acte positiu independentment de qui el jutgi i d'altres que afirmen que tot judici moral té a veure amb la persona o comunitat que l'emet i no amb la conducta analitzada, ja que els comportaments no són bons o dolents (com sosté la fal·làcia naturalista). Aquests corrents porten sovint a teories relacionades amb el relativisme moral, donat que un mateix fet pot ser jutjat de manera diferent segons el context de què es tracti.

## Psicologia de la metaètica
La psicologia de la metaètica analitza els processos que es duen a terme en la ment de l'individu quan s'enfronta a judicis morals, també argumenta la necessitat (o no) de l'existència d'una ètica. S'ocupa per tant de qüestions com l'origen de la moral, fixant-se si l'home és per naturalesa moral o no (i en conseqüència explicant conceptes com l'altruisme, els reforços com a premis per la bona condicta o l'individualisme). Alguns estudiosos contemporanis s'apropen també a la qüestió del gènere en ètica, preguntant-se si hi ha una moral masculina i una femenina o com ha afectat el patriarcat a l'estructuració dels judicis ètics. La psicologia de la metaètica, així, entronca amb altres disciplines de les ciències socials.

## Epistemologia de la metaètica
La metaètica també ha de respondre com s'adquireixen els judicis morals i entronca amb l'epistemologia general. Existeixen corrents propers a l'empirisme, que afirmen que les normes i les pròpies afirmacions sobre la conducta provenen de l'experiència, en veure l'aprovació o el refús general o les conseqüències que provoquen els actes. D'altres, més imbuïts pel racionalisme, afirmen que es pot teoritzar sobre el que està bé i malament en abstracte, i així generalitzar pautes de comportament que serveixin per anticipar-se a futures accions i poder valorar les que s'hagin produït. Les teories de la justificació s'emmarquen dins aquesta branca de la metaètica.